# 1185
1185 (MCLXXXV) je bilo navadno leto, ki se je po julijanskem koledarju začelo na torek.

## Dogodki

### Evropa

#### Bizantinsko cesarstvo
- Sicilski kralj Vilijem II. se po zgledu svojih italonormanskih pradedov odpravi osvajat Bizantinsko cesarstvo.↓
- → Italonormani osvojijo Drač in iz te baze napredujejo po Vii Egnatii proti Solunu. Proti istemu cilju pluje okoli mornarica, ki spotoma osvoji še Jonsko otočje.↓
- 9. avgust → Začetek obleganja Soluna. Cesar Andronik I. Komnen ignorira klice po pomoči. ↓
- 24. avgust → Normani zavzamejo Solun. V mestu pokoljejo več kot 7000 ljudi.

- Bizantinski cesar Andronik I. Komnen izpusti na prostost nečaka Izaka Komnena. Ta se z vojaškimi najemniki odpravi na Ciper, kjer se izkaže s ponarejenimi dokumenti za novega guvernerja. Lokalne oblasti mu nasedejo, sam pa utrdi oblast na otoku in se da kronati za proticesarja.
- september - Kljub temu, da je Andronik Komnen popravil mnogo krivic, ki so se zgodile v obdobju vladanja Manuela Komnena, postane med discipliniranjem koruptivnega plemstva in uradništva paranoičen. Septembra ukaže pomor vseh zapornikov in s tem skoraj celotnega bizantinskega plemstva, kar mu v veliki meri tudi uspe izvršiti.
- 11. september - Andronik Komenen ukaže aretirati svojega generala Izaka Angela, vendar aretacija spodleti. Izak se zateče v varstvo Hagie Sophie in še istega dne zaneti vsesplošen upor v mestu. Androniku spodleti poskus pobega.
- 12. september - Mučna smrt bizantinskega cesarja Andronika Komnena, ki ga bizantinska množica počasi in grozovito muči do smrti. Konec dinastije Komnenov. Novi cesar postane Izak II. Angel.
- 7. november - Bitka pri Demetritzesu: po osvojitvi Soluna začno sicilski Normani pod vodstvom kralja Vilijema II. napredovati proti Konstantinoplu. Pri reki Strumi jih obločujoče premaga bizantinska vojska pod vodstvom generala Alekseja Bransa.
  - Sicilski Normani se odpovedo Solunu in vsem osvojitvam na Balkanu.
- Izak II. Angel zviša davke, da bi napolnil obubožano državno blagajno za doto njegove hčere, ki jo namerava poročiti z madžarskim kraljem Bélo III. ↓
- → Ivan in Peter Asen začneta z uporom proti bizantinski nadoblasti (1185-87), kar vodi v obnovitev Bolgarskega cesarstva.
- Konec leta poskusi novi cesar Izak Angel odstaviti uzurpatorja Izaka Komnena, ki si je z goljufijo prisvojil Ciper. Ob pristanku se flote 70. ladij polastijo normanski gusarji.

#### Ostalo po Evropi
- 9. februar - Umrlega lužiškega grofa Teodorika I. nasledi brat Dedo III.
- 25. november - Umrlega papeža Lucija III. nasledi Urban III., 172. papež po seznamu.[1]
- 6. december - Umrlega 76. letnega portugalskega kralja Afonza I. (Afonso Henriques) nasledi sin Sančo I.
- Angleški kralj Henriku II. povzdigne v viteza najmlajšega sina Ivan Brez dežele ter ga z vojsko pošlje na Irsko, da bi uklonil samopašne normanske barone in domače irske vladarje. Ivanovo vojskovanje se izkaže za katastrofo, saj ni sposoben voditi vojakov, proti njem pa se združijo tako Irci kot Normani, ki ga sramotno odpravijo nazaj v Anglijo.
  - Ne glede na vse pripetije ga oče Henrik II. s papeževim blagoslovom nastavi za kralja Irske.
- Angleški princ Rihard se ukloni očetu Henriku II., potem ko mu oče omogoči srečanje z zaprto materjo Eleanoro Akvitansko.
- Templarji se ustalijo v Londonu.
- Nemški kralj Friderik I. Barbarossa dovoli vrnitev rivalu in odstavljenemu saksonskemu vojvodi Henriku Levu nazaj v Saksonijo.
- Gruzijska kraljica Tamara nadaljuje z izgradnjo podzemnega mesta Vardzia, ki ga je začel v lapor klesati njen oče Jurij III.
- Spodletela skupna ofenziva novgorojskih in černigovskih Rusov proti stepskim Kumanom. Usoda novgorojskega kneza Igorja Svjatoslaviča, ki je bil ujet, a je nato uspel pobegniti iz ujetništva, je zajeta v Pesmi o Igorjevem pohodu.
- V Avignonu je dokončan kamniti most Saint-Bénezet preko reke Rone.

### Azija

#### Bližnji vzhod
- Še pred smrtjo odpošlje jeruzalemski kralj Balduin IV. odposlanstvo k papežu, ki lobira za novo križarsko vojno.
- 16. marec - Po skoraj desetletni gobavosti v 23. letu starosti umre jeruzalemski kralj Balduin IV.. Na prestolu ga nasledi mladoletni, telesno precej šibak nečak Balduin V.. Regentstvo prevzame Rajmond III. Tripolitanski, v varstvo pa mladega kralja prepusti titularnemu edeškemu grofu Joscelinu III. 1186 ↔
- Regent Rajmond III. in Saladin skleneta začasno premirje, kar Saladin izkoristi za obleganje zengidskega Mosula.
- 25. november - Papeževa smrt zaustavi priprave na novo križarsko vojno. (↑)

#### Daljni vzhod
- Vojna Genpei: klan Minamoto potisne rivalski klan Taira v še brezupnejši položaj. Končno zmago klana Minamoto odločita dve bitki:
  - 22. marec - Bitka pri Jašimi: sto vojščakov klana Minamoto s prevaro prisili v beg številčnejši klan Taira in zasede zadnjo otočno trdnjavo tega klana. Mornarica klana Minamoto začne Tairi slediti po morju. ↓
  - 24. marec → Bitka pri Dan-no-uri: pomorska bitka, v kateri klan Minamoto, ki ga vodi Minamoto Jošicune, odločujoče porazi klan Taira. Med žrtvami je tudi šestletni odstavljeni cesar Antoku.
- Konec japonskega obdobja Heian (začetek 794), začetek šogunata Kamakura na Japonskem (do 1333). 
  - Minamoto Joritomo, starejši polbrat vojskovodje Jošicuna, postane prvi šogun.

### Afrika
- Almohadi pod vodstvom novega kalifa Jakuba al-Mansurja osvojijo nazaj mesta v Magrebu (z izjemo Gabesa), ki so si jih leto poprej prisvojili Almoravidi z Majorke.

## Rojstva
- 23. april - Alfonz II., portugalski kralj  († 1233)
- Aleksander iz Halesa, francoski teolog in filozof († 1245)
- Engelbert II. Berški, kölnski nadškof († 1225)
- Gertruda Andeška, nominalna vojvodinja Meranije, kraljica Ogrske († 1213)
- Inge II., norveški kralj († 1217)
- Jacek Odrowąż - Sveti Hijacint, poljski dominikanski menih, svetnik († 1257)
- Nuño Sánchez, katalonski grof Roussillona in Cerdagneja († 1242)
- Rajmond Roger Trencavel, vikont Carcassonneja, Béziersa in Albija († 1209)
- Robert III., grof Dreuxa († 1234)

## Smrti
- 9. februar - Teodorik I., lužiški mejni grof (* 1118)
- 16. marec - Balduin IV., jeruzalemski kralj (* 1161)
- 25. april - cesar Antoku, 81. japonski cesar (* 1178)
- 18. junij - Riksa Šlezijska, poljska princesa, kastiljska kraljica (* 1140)
- 19. junij - Taira Munemori, japonski bojevnik (* 1147)
- 12. september - Andronik I. Komnen, bizantinski cesar (* 1118)
- 25. november - papež Lucij III. (* 1097)
- 6. december - Alfonz I., portugalski kralj (* 1109)
- Bhaskara II, indijski matematik in astronom (* 1114)
- Ibn Tufajl, španski muslimanski filozof, naravoslovec, mistik (* 1110)
- Manuel Komnen, sin cesarja Andronika I. Komnena (* 1145)
- Taira Munemori, japonski bojevnik (* 1147)
- Taira Noricune, japonski bojevnik (* 1160)
- Taira Šigehira, japonski bojevnik (* 1158)
- Taira Tomomori, japonski bojevnik  (* 1152)
- Teodora Komnena, bizantinska princesa, jeruzalemska kraljica (* 1145)